# Deharvengiurus
Genre
Deharvengiurus est un genre de Collemboles de la famille des Onychiuridae.

## Distribution
Les espèces de ce genre se rencontrent en zone paléarctique.

## Liste des espèces
Selon Checklist of the Collembola of the World (version du 27 septembre 2019) :
- Deharvengiurus argus (Denis, 1924)
- Deharvengiurus denisi (Stach, 1934)
- Deharvengiurus lopezi (Deharveng & Gouze, 1984)
- Deharvengiurus lucianezae Arbea, 2018
- Deharvengiurus microchaetosus (Loksa, 1959)
- Deharvengiurus pseudocantabricus (Gouze, 1983)
- Deharvengiurus severini (Willem, 1902)
- Deharvengiurus steineri Arbea, 2018
- Deharvengiurus subargus (Deharveng & Gouze, 1984)
- Deharvengiurus xerophilus (Loksa, 1964)

## Étymologie
Ce genre est nommé en l'honneur de Louis Deharveng.

## Publication originale
- Weiner, 1996 : Generic revision of Onychiurinae (Collembola: Onychiuridae) with a cladistic analysis. Annales de la Société Entomologique de France, vol. 32, no 2, p. 163-200.